# Arthrodesmus extensus
Arthrodesmus extensus là một loài Song tinh tảo trong họ Desmidiaceae, thuộc chi Arthrodesmus.